# Кужаново
Кужаново (баш. Ҡужан) — деревня в Абзелиловском районе Республики Башкортостан России, относится к Таштимеровскому сельсовету.

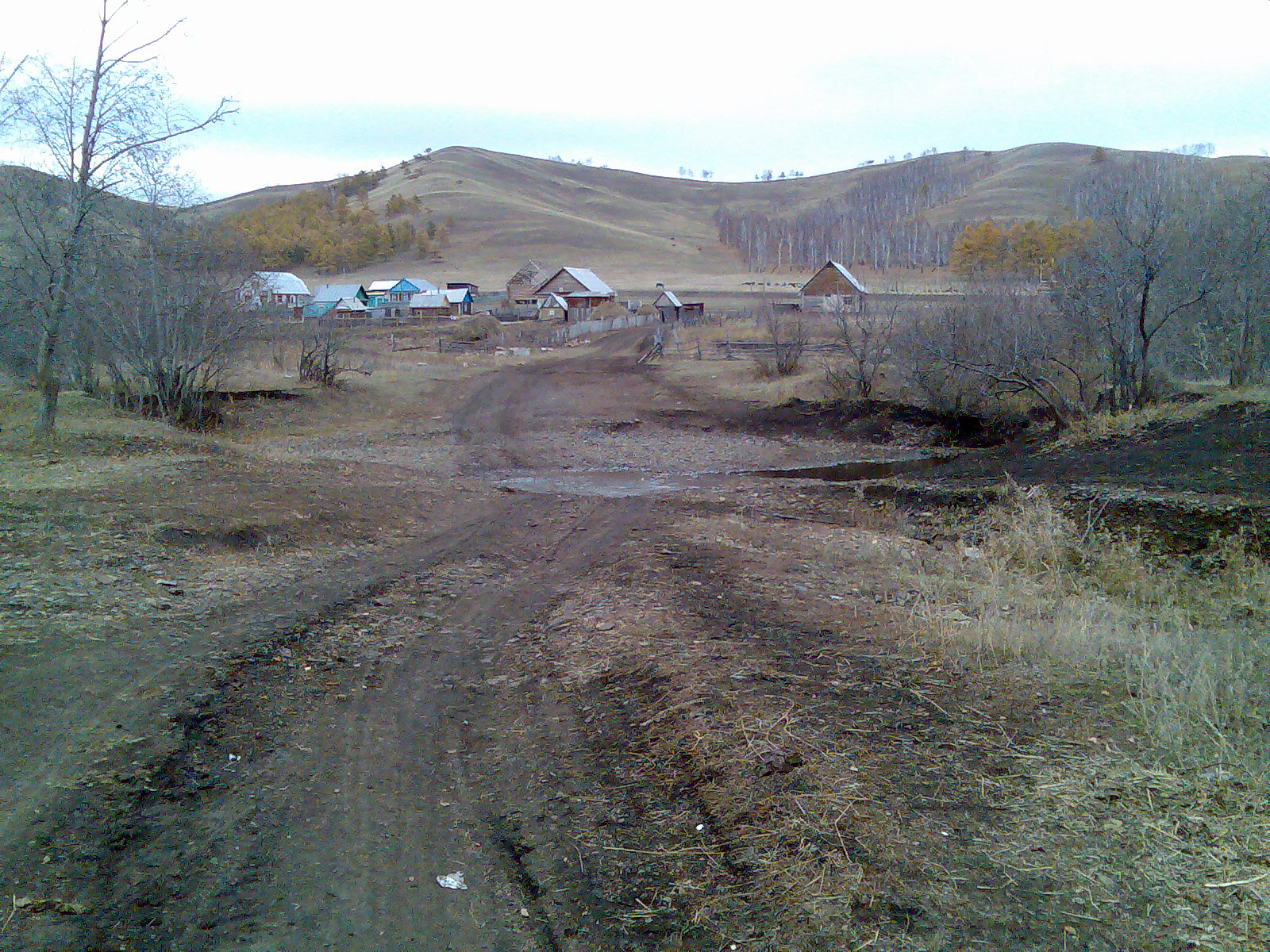
Брод через ручей Кужановский Могак.

## Население
| 1968 | 2002 | 2009 | 2010 |
| ---- | ---- | ---- | ---- |
| 331  | ↘297 | ↘287 | ↘256 |

Согласно переписи 2002 года, преобладающая национальность — башкиры (99 %).

## Географическое положение
Расстояние до:
- районного центра (Аскарово): 13 км,
- центра сельсовета (Михайловка): 10 км,
- ближайшей железнодорожной станции (Магнитогорск-Пассажирский): 42 км.

## Религия
В деревне есть мечеть.

## Достопримечательности
В 3 км от деревни находится ботанический памятник природы урочище Ултык-Карагас, или Кужановские лиственницы.